# Гатт, Юри
Юри Гатт (нем. Juri Gatt; род. 9 августа 2001, Инсбрук) — австрийский саночник, выступающий в двойках. Чемпион мира 2024 года, чемпион Европы 2025 года.  

## Биография
Родился 9 августа 2001 года в Инсбруке, в Австрии. С 2011 года занимается санным спортом. Окончил спортивную гимназию Инсбрука и с 2021 года является солдатом Австрийской федеральной армии. Юри Гатт живет в Ампасе в Тироле.
С 2020 года выступает на международной арене в санях-двойках. В паре с Риккардом Шопфом в сезоне 2020/2021 годов дебютировал на этапах Кубка мира. С 2021 года Гатт является членом национальной команды австрийских саночников. В сезоне 2021/22 годов он пять раз входил в десятку лучших на этапах Кубка мира. На Чемпионат Европы среди спортсменов до 23 лет в Санкт-Морице он завоевал серебро, а также стал серебряным призёром на чемпионате мира среди юниоров в Винтерберге.
В начале сезона 2022/23 годов на этапе в Инсбруке Юри Гатт одержал свою первую победу на этапе Кубка мира и стал лидером австрийских саночников в двойках. 
На чемпионате мира по санному спорту 2024 года в Альтенберге пара Гатт-Шопф завоевала золотую медаль в двойках и бронзовую в спринте.